# Каньгуші
Каньгуші́ (рос. Каньгуши, ерз. Каньфкуж) — село у складі Єльниківського району Мордовії, Росія. Адміністративний центр Каньгушанського сільського поселення.
Населення — 348 осіб (2010; 441 у 2002).
Національний склад (станом на 2002 рік):
- мордва — 92 %